# (135024) 2001 KO76
(135024) 2001 KO76, também escrito como (135024) 2001 KO76, é um objeto transnetuniano que está localizado no cinturão de Kuiper, uma região do Sistema Solar. Este corpo celeste está em uma ressonância orbital de 4:7 com o planeta Netuno. Ele possui uma magnitude absoluta de 6,9 e tem um diâmetro estimado com cerca de 183 km.

## Descoberta
(135024) 2001 KO76 foi descoberto no dia 23 de maio de 2001 poelo astrônomo Marc W. Buie.

## Órbita
A órbita de (135024) 2001 KO76 tem uma excentricidade de 0,108, possui um semieixo maior de 43,858 UA e um período orbital de cerca de 287 anos. O seu periélio leva o mesmo a uma distância de 39,111 UA em relação ao Sol e seu afélio a 48,605 UA.